# تاش‌اوجو
تاش‌اوجو (به ترکی استانبولی: Taşucu) شهری است در کشور ترکیه که در استان مرسین واقع شده‌است. جمعیت این شهر بر اساس سرشماری سال ۲۰۰۸ میلادی ۸٬۷۷۷ نفر و بر اساس برآوردهای سال ۲۰۰۹ میلادی ۹٬۷۳۴ نفر می‌باشد.